# پی‌ال‌زد پی-۶
پی‌ال‌زد پی-۶ (به انگلیسی: PZL_P.6) یک هواگرد ملخ‌پیشین تک‌موتوره از نوع هواپیمای جنگنده ساخت شرکت PZL است. هواگرد پی‌ال‌زد پی-۶ نخستین پروازش را در اوت ۱۹۳۰ میلادی انجام داد. در مجموع، تعداد ۱ فروند از این هواگرد ساخته شده‌است.
طراح این هواگرد، Zygmunt Puławski بود.